# Mel·lífer banús
El mel·lífer banús (Myzomela pammelaena) és un ocell de la família dels melifàgids (Meliphagidae).

## Hàbitat i distribució
Habita boscos i cocoters a petites illes de l'arxipèlag de Bismarck..